# Monte di Giovanni del Fora
Mónte di Giovanni del Fora (aunque su verdadero nombre era Mónte di Giovanni di Miniato, apodado del Fora; 1448-1533) fue un pintor renacentista italiano, destacado ilustrador y mosaiquista de la escuela florentina. Durante gran parte de su carrera, trabajó conjuntamente con su hermano Gherardo (1445-1497).

## Biografía
Mónte di Giovanni del Fora era hijo del tallista Giovanni di Miniato, apodado del Fora. Comenzó su carrera en la década de 1460 en un taller de libros miniados situado en Florencia, en el que trabajaba con sus dos hermanos, Gherardo y Bartolomeo.
Su obra fue influida por varios pintores italianos, como Fra Filippo Lippi, y por los maestros del arte holandés de su tiempo. No se sabe mucho acerca de su actividad como pintor de tablas. En su campo, por su amplia gama de temas clásicos y mitológicos, por sus grotescos, cameos y obras literarias sobre temas antiguos, fue un precursor de Filippino Lippi. Entre las características más importantes de su arte figura la amplia gama de referencias iconográficas, tanto religiosas como seculares.
Sus ilustraciones se caracterizan por sus imágenes exuberantes, ricas y sofisticadas. Trabajó para grandes dignatarios europeos, como Manuel I de Portugal y el Rey de Hungría Matías Corvino. En la mayoría de sus libros ilustrados colaboró con sus hermanos Gherardo (1445-1497) y Bartolomeo (1442-1494), ambos pintores.

## Obras

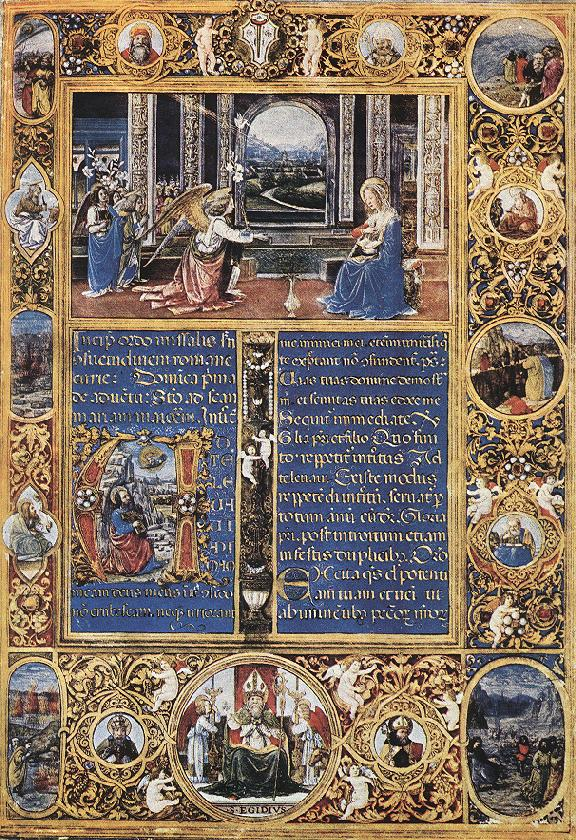
Ilustración del Misal de San Egidio (1474), Museo del Bargello.

- Retrato en mosaico de San Zenobio de Florencia (1504), Museo dell'Opera del Duomo (Florencia).
- Numerosos encargos de libros ilustrados en Florencia para órdenes religiosas de prestigio: la Catedral, San Giovanni, canónigos de San Lorenzo, San Marcos y el Convento de la Santissima Annunziata, Hospital de los Inocentes, Arcispedale de Santa Maria Nuova y las más importantes familias florentinas: Medici, Strozzi, Camillo Maria Vitelli.
- Miniaturas, primacía de Pisa,
- Miniaturas, Catedral de Aosta
- "Misal de San Egidio" (1474), Museo del Bargello, Florencia (en colaboración con su hermano Gherardo).
- Una miniatura de la Biblia de Matías Corvin, Biblioteca Laurenciana